# 비너스의 승리
《비너스의 승리》(프랑스어: Le Triomphe de Vénus)는 프랑스의 화가 프랑수아 부셰가 1740년에 그린 로코코 스타일의 유화이다. 이 작품은 장오노레 프라고나르의 《비너스의 탄생》에 영감을 주었다.
이 그림은 칼 구스타프 테신이 파리에 머무는 동안 수집한 수많은 그림과 회화 작품 중 하나였으나, 그는 재정난을 겪으면서 1749년에 자신의 컬렉션 일부를 스웨덴 국왕에게 팔았다. 이 그림은 현재 스톡홀름의 스웨덴 국립미술관에 소장되어 있다.